# Toxorhina serpens
Toxorhina serpens är en tvåvingeart som beskrevs av Alexander 1951. Toxorhina serpens ingår i släktet Toxorhina och familjen småharkrankar.
Artens utbredningsområde är Madagaskar. Inga underarter finns listade i Catalogue of Life.